# Kóczián Antal
Kóczián Antal (Érd, 1928. január 14. – 2020. május 22.) magyar bajnok labdarúgó, hátvéd. Testvére Kóczián János labdarúgó. A sportsajtóban Kóczián I néven volt ismert.

## Pályafutása
Törökbálinton nevelkedett. 1947-ben szerződött Debrecenbe. 1950 nyarán igazolt a Debreceni Lokomotívból a Csepeli Vasasba.
1951 és 1953 illetve 1956 és 1961 között a Csepel csapatában játszott, mint középhátvéd. Tagja volt az 1958–59-es idényben bajnokságot nyert csapatnak. Összesen 115 bajnoki mérkőzésen lépett pályára és hat gólt szerzett. 1953-tól 1955-ig az Ózdi Vasasban szerepelt. Játékos pályafutását a Bp. Spartacusban fejezte be.
Visszavonulása után edző lett. 1967-ig a Bp. Spartacus ifi, ezt követően az NB IB-s felnőtt csapatának az edzője volt. Később a Csepel ifi edzője volt. 1974-től Thomann Antal mellett a Csepel pályaedzője lett. 1976 és 1978 között a Csepel vezetőedzője volt az élvonalban. 1978 nyarától az NB II-es Szolnoki MTE csapatát irányította. A következő szezontól a Lehel SC vezetőedzője volt. 1981-től az Oroszlányi Bányásznál trénerkedett. 1983-ban az Ikarus vezetőedzőjének nevezték ki. Az 1990-es években a Csepel utánpótlás csapatainál tevékenykedett.

## Sikerei, díjai
- Magyar bajnokság
  - bajnok: 1958–59